# Grote Scheldeprijs 2003
Il Grote Scheldeprijs 2003, ottantanovesima edizione della corsa, si svolse il 16 aprile per un percorso di 206 km, con partenza ad Anversa ed arrivo a Schoten. Fu vinto dal belga Ludovic Capelle della squadra Landbouwkrediet-Colnago davanti all'estone Jaan Kirsipuu e al tedesco Steffen Radochla.

## Ordine d'arrivo (Top 10)
| Pos. | Corridore         | Squadra                 | Tempo    |
| ---- | ----------------- | ----------------------- | -------- |
| 1    | Ludovic Capelle   | Landbouwkrediet-Colnago | 4h40'00" |
| 2    | Jaan Kirsipuu     | Ag2r Prévoyance         | s.t.     |
| 3    | Steffen Radochla  | Team Bianchi            | s.t.     |
| 4    | Servais Knaven    | Quick Step              | s.t.     |
| 5    | Erik Zabel        | Team Telekom            | a 1"     |
| 6    | Jo Planckaert     | Cofidis                 | s.t.     |
| 7    | Allan Bo Andresen | Team Fakta              | s.t.     |
| 8    | Franck Pencole    | MBK-Oktos-Saint-Quentin | s.t.     |
| 9    | Frank Høj         | Team Fakta              | s.t.     |
| 10   | Eric Baumann      | Team Wiesenhof          | s.t.     |